# Битка код Хераклеје
Битка код Хераклеје одиграла се 280. п. н. е. крај Хераклеје у Тарантском заливу између Римљана и савезничких снага Грка из Епира, Таранта, Хераклеје, Турија и Метапонта. Римску војску води конзул Публије Валерије Левин, а савезничке снаге Пир. Пир побеђује у бици, али са великим губицима у својим редовима.

## Увод
Тарант је био Грчка колонија у Великој Грчкој. Велика Грчка је обухватала јужни део Италије. Водећа странка код Грка у Таранту била је против Рима, јер је знала да ако Римљани уђу у Тарант Грци ће изгубити независност.
У Трећем самнитском рату Самнити су коначно покорени 290. п. н. е., а Римљани несметано настављају са ширењем. Оснивају нове колоније у Апулији и Луканији. После борби против Самнита, Луканаца, Брутијаца и Турија римска војска улази у поједине италијанско-грчке колоније. Демократи из Таранта су знали да ће Рим после обрачуна са Келтима, Самнитима, Луканцима и Етрурцима покушати ући у Тарант.
Аристократска странка Таранта, под водством Агиса, била је за сарадњу са Римом и предају Риму. Они би тако дошли на власт. Аристократска странка Турија (града Велике Грчке) позвала је Римљане да у њихову граду смјесте гарнизон. Тарант је био тим поводом забринут. Аристократи Таранта су били за сарадњу са Римом, али нису могли директно да предају град јер је то непопуларно код народа.

## Почетак рата Рима и Таранта
У јесен 282. п. н. е. Тарантинци су угледали 10 римских бродова са војницима и снабдевањем за гарнизон у Турију. То је било директно кршење дугогодишњег споразума Рима и Таранта по коме римски бродови не смије упловљавати у Тарантски залив. Разљућени тим потезом, кога сматрају агресијом тарантска морнарица потапа неколико римских бродова. После тога заузимају гарнизон у Турију уз помоћ демократа из Турија. Тарантинци знају да су им мале шансе против Рима, па зову Пира у помоћ.
Рим је покушао дипломатском мисијом да ослободи заробљенике. После неуспеха у том покушају Рим проглашава рат. Римске легије под командом Луција Емилија Барбула заузимају Таранто и пљачкају га. Таранто са Самнитима и Салентинијанима губи битку против Рима. После битке вођа проримске аристократске странке Таранта Агис почиње преговоре са Римом, али преговори су прекинути упадом 3.000 војника из Епира под командом Милона. Римљани се повлаче и трпе губитке.

## Пир жели цели југ Италије
Пир одлучује да помогне Таранту. Он им је био дужник, Раније је Тарант помогао Пиру да освоји Коркиру (Крф). Пир је изгубио Македонију 285. п. н. е., а није имао довољно новца да регрутује војску за поновно освајање Македоније. Зато је планирао да помогне Таранту па да оде на Сицилију и преотме Сицилију од Картагине. После би заузео цели југ Италије и тиме би сакупио довољно новца да изгради снажну војску за поновно освајање Македоније.

## Припрема
Пре него што је напустио Епир посуђује фаланге од Птолемеја Керауна, те тражи бродове и новце од Антигона Гоната.
Египатски краљ му исто обећава 9.000 војника и 50 слонова. Те снаге је требало да бране Епир док је он у Италији. Регрутовао је и коњанике из Тесалије, те стрелце са Родоса. У пролеће 280. п. н. е. Пир се искрцава у Италији.
На вест о доласку Пира Рим мобилизује 8 легија са 80.000 војника. Дели 8 легија на 4 армије.
- прва армија под командом Батуле треба спречити Самните и Луканце да се придружују Пировој војсци
- друга армија штити Рим
- трећа армија под командом Тита Коронканија треба спречити савез Етрушчана и Пира
- четврта армија под командом Валерија Левина маршира према Таранту.

Четврта армија скреће према Хераклеји с циљем да пресече везе Пира од грчких колонија Калабрије.

## Битка
Пир није одмах кренуо против Римљана, јер је очекивао савезничку помоћ. Када помоћ није стигла одлучује се за битку на равници близу Хераклеје.
Непознато је колико је војске Пир оставио у Таранту, али процењује се да је у бици имао 25.000-35.000 војника.
Пир заузима положај на левој обали реке Сирис, надајући се да ће Римљани имати тешкоћа при преласки реке, што би му омогућило бољу припрему напада. Поставља лаку пешадију крај реке да би знао кад Римљани прелазе реку. Планирао је прво да нападне коњицом и слоновима.
Римљани су имали 45.000 војника, од чега 6.000 коњаника.

#### Пирова војска
- 3.000 хипасписта под командом Милона
- 20.000 војника фаланге, укључујући 5.000 македонских војника, које је дао Птолемеј Кераун
- 6.000 тарантски хоплити
- 4.000 коњаника, укључујући тесалијски контингент и 1.000 тарантских коњаника
- 2.000 стрелци
- 20 слонова

#### Римска војска
- 20.000 римских легионара
- 16.800 савезничких легионара
- 2.400 лаке пешадије
- 1.200 римске коњице
- 3.600 савезничке коњице
- 1.200 лаке коњице од јужно-талијанских савезника

У зору Римљани су почели прелазити реку. Римска коњица је напала са бока грчке извиђаче и лаку пешадију и натерала их у бег. Кад је Пир сазнао да су Римљани прешли реку, он предводи македонску и тесалијску коњицу против римске коњице. У исто време креће Пирова пешадија са стрелцима и тешком пешадијом. Грчка коњица је успешно нарушила римску борбену формацију, па се римска коњица повукла.
Пирови стрелци и фаланге су почели да нападају. Три пута су фаланге нападале и три пута су Римљани извели контранапад. Фаланге су коначно успеле разбити прве римске борбене линије, али нису могли да гањају Римљане, а да не наруше своје властите формације и изложе их опасности противнапада. Када је Пир видио да се римска борбена линија разбија, послао је слонове у напад. Римљани су били преплашени слоновима. Онда је Пирова коњица напала крила римске пешадије. Римска пешадија је побегла, па су Грци заузели римски логор.
Римљани су изгубили 7.000 војника и имали су хиљаде заробљених, а Пир је изгубио 4.000 војника.

## Последице
После битке Пиру се придружују појачања са југа Италије. Грци у Регију су побијени, јер су хтели да се придруже Пиру.
Пир креће према Етрурији и успут заузима многе мале градове Кампаније. Долази на два дана хода од Рима. Пред њим је била римска армија.
Пир се бојао битке јер није имао довољно војника, а друге две армије су му биле иза леђа.
Пир се повлачи.